# USS Cod (SS-224)
USS Cod (SS-224) – amerykański okręt podwodny typu Gato, pierwszego masowo produkowanego wojennego typu amerykańskich okrętów podwodnych.